# Rhesala erebina
Rhesala erebina là một loài bướm đêm trong họ Noctuidae.